# John Osborn
John Osborn (8 september 1945) is een Brits zeiler.
Osborn won in 1975 samen met zijn zwager Reg White de zilveren medaille tijdens de wereldkampioenschappen Tornado.
Een jaar later won Osborn samen met White zowel de wereldtitel als de olympische titel in de Tornado.
Vanwege zijn olympische titel werd Osborn tijdens de nieuwjaarslintjesregen van 1977 benoemd tot lid in de Orde van het Britse Rijk.

## Belangrijkste resultaten
| Jaar | Plaats     | Resultaten    |
| ---- | ---------- | ------------- |
| 1975 | Kopenhagen | in de Tornado |
| 1976 | Sydney     | in de Tornado |

### Olympische Zomerspelen
| Jaar | Plaats   | Resultaten |
| ---- | -------- | ---------- |
| 1976 | Montreal | Tornado    |